# Lynn Davenport
Lynn Davenport es un personaje ficticio de la serie de televisión australiana Home and Away, interpretada por la actriz Helena Bozich del 17 de enero de 1988 hasta el 25 de agosto del mismo año. Su personaje fue el primer personaje principal en salir de la serie.

## Antecedentes
Lynn era la hija menor de una familia católica. Es hija biológica de Barry y Julie Davenport, hermana menor de Andy, Sue y Rae y mayor de Garry, Mark y Jane Davenport. 
La concepción de Lynn fue un error debido al imperfecto de la práctica del método de ritmo, así que desde su nacimiento fue resentida, la tensión en su familia comenzó a ser intolerante para ella y los constantes argumentos hicieron que Lynn decidiera irse a vivir a un lugar mejor, así que huyó de su hogar, poco después Lynn fue encontrada por la policía hambrienta y miserable en un drenaje, pero cuando la regresaron a su casa sabía que las palizas regresarían. Su vida se volvió aún más intolerante, así que cuatro meses después huyó de nuevo, solo para que la regresaran de nuevo a su casa.
En su quinto intento por huir de su casa casi pierde la vida, pero después de que un grupo que se encargaba de ver por el bienestar de los niños les sugiriera a los padres que dejaran a su hija a su cargo, ambos estuvieron de acuerdo, hasta que algunos de sus otros hijos mayores se fueran de la casa y así ellos pudieran ser capaces de liderar con los problemas que Lynn. 
A la edad de 10 años Lynn fue puesta en una casa, sin embargo el ambiente institucionalizado comenzó a oprimirla y una vez más Lynn huyó. Dos años después de su llegada a casa, las autoridades en su desesperación decidieron ponerla en un hogar adoptivo.

## Biografía
Mientras que Tom Fletcher y Pippa King-Fletcher eran elogiados por haberles dado una buena educación a niños problemáticos como Frank Morgan y Carly Lucini, el departamento les preguntó si podían acerse cargo de Lynn. 
Durante su tiempo con los Fletcher compartió dormitorio y se hizo amiga de Sally Fletcher, una de sus hijas adoptivas, pero cuando las autoridades regresaron y le dijeron a Tom y Pippa que habían encontrado un hogar adoptivo para Lynn ella rehusó irse sin Sally. Poco después Lynn junto a los otros cinco hijos de los Fletcher se mudaron a Summer Bay.
Lynn casi no dura mucho en Bay ya que a su llegada adoptó a un perro callejero, Eric, que siempre ladraba y despertaba a todos los residentes durante la noche, los cuales siempre se la pasaban quejándose; así que Tom le dijo que el perro tenía que irse por lo que Lynn les dio un ultimátum si el perro se iba ella igual, después de otra noche de ladridos Tom decide que es suficiente y lo deja ir, por lo que Lynn deja una nota diciendo adiós; sin embargo no llegó muy lejos yse refugió en la van de Floss y Neville, Lynn tenía la esperanza de que el perro pudiera quedarse después de que inyectarlo para que no hiciera mucho ruido pero esto no resultó y la noche siguiente Donald Fisher llamó a los Fletcher quejándose de los ladridos. Al día siguiente encontraron al perro envenenado así que Tom decidió dormir al perro, Lynn molesta fue a casa de Don y lo acusó de haber matado al perro.
Triste por lo sucedido Lynn se escondió en la casa de campo, en donde encontró al chico griego Nico Pappas, quien era autista, así que se interesó en él y lo ayudó a adaptarse a la vida de Bay y a que su familia lo tratara mejor, incluso Sally dibujó a Lynn y al nuevo perrito el cual Lynn nombró Dag Dog, poco después la gente que toda su familia se pusiera a buscarla comenzaron a sospechar que Lynn se ocultaba en la casa de campo de los Pappas y muy pronto la encontraron.
Don hizo una petición para que Nico fuera internado en un asilo, pero solo él y Celia Stewart fueron los únicos que firmaron, pero cuando Nico intentó luchar con Don fue enviado al asilo, lo que dejó a Lynn triste. 
Después de visitar a Nico en el asilo Carly y Lynn perdieron el autobús, así que Lynn decidió esperar el siguiente pero Carly decidió caminar, en el transcurso Carly fue violada y cuando se lo contó a los Fletcher les pidió que nadie más se enterara. Todos estos sucesos ocasionaron que Lynn cuestionara su fe en Dios, el padre Rawlings intentó inspirar a Lynn a regresar a la iglesia sin éxito y cuando Celia le preguntó acerca de su cambio a Lynn accidentalmente dijo que su fe no había desaparecido a pesar del ataque que había sufrido Carly, sin embargo después de ver cuanto extrañaba la religión en el Viernes Santo, Lynn fue a misa y poco después su fe regresó. 
Poco después Lynn recibió la visita de su padre biológico Barry Davenport y pensó que todo iba bien, sin embargo Carly escuchó una conversación entre su él, Tom y Pippa, en donde Barry les decía que no tenía tiempo para Lynn, sin embargo ni Pippa ni Carly tuvieron el coraje para decirle la verdad a Lynn.
Unos meses después Tom y Pippa recibieron una llamada del departamento diciendo que los padres biológicos de Lynn la querían de vuelta, así que Carly y Lynn idearon un plan para ir a todas las compañías de televisión y hacer parecer que Lynn estaba siendo forzada a abandonar a los Fletcher en contra de su voluntad, sin embargo esto solo hizo que Tom y Pippa quedaran mal y Lynn fue regresada a sus padres. 
Lynn regresó a Bay un mes después para el nacimiento de Christopher Fletcher. Cuando cinco de los hijos adoptivos de Tom y Pippa regresaron nuevamente a la bahía en el 2000 para la boda fallida de Sally y Kieran, Pippa mencionó que no había escuchado nada acerca de Lynn desde que había sido regresada con sus padres biológicos.
Lynn tiene un fuerte vínculo de hermandad con Carly Morris, Sally Fletcher y Bobby Simpson y a menudo era arrastrada por el mal comportamiento de su hermana Carly.